# Azarori
Azarori ou Azérori, est une localité et une commune rurale du Niger, du département de Madaoua, région de Tahoua.

## Géographie
Azarori est située sur la route nationale 16 à 9 km au nord du chef-lieu départemental Madaoua.  
|                   | Bouza   |         |
| Galma Koudawatché | Azarori | Madaoua |
|                   | Madaoua |         |

## Histoire
La commune rurale de Azarori instaurée en 2002 est issue du canton de Madaoua. 

## Population
Lors du recensement général de 2012, la population communale est relevée à 18 582 habitants. La localité compte 3 529 habitants en 2012.

## Localités
La commune s'étend sur 166 localités.

## Services et infrastructures
- Centre de Santé Intégré (CSI) à Azarori[4].
- Collège d'enseignement général (CEG) à Azarori.
- Centre de formation des métiers (CFM) à Azarori.